# Dachłówka
Dachłówka (biał. Дахлоўка) – rzeka na Białorusi, prawostronny dopływ Muchawca.
Długość rzeki wynosi 24 km, powierzchnia zlewni 226 km², średnie nachylenie powierzchni wody 0,5%. Źródło znajduje się w okolicy wsi Poddubno w rejonie prużańskim, a ujście w okolicach wsi Muchowłoki w rejonie kobryńskim.